# 许训
许训（?—?），字季师，汝南郡平舆县（今河南省平舆县）人，东汉时期人物，许相之父。
许训年轻时读经史，为人持正，应乡里荐举入仕，官至太常。汉灵帝建宁二年（169年）六月，司徒刘宠任太尉。许训代刘宠为司徒。建宁四年（171年）三月，因大瘟疫，司徒许训卸任，司空桥玄继任。熹平三年（174年）十二月，时任永乐少府（董太后宫的少府）的许训代唐珍为司空，熹平五年（176年）五月，代替陈耽为太尉。七月，许训卸任，光祿勳刘宽继为太尉。许训后事不详。